# Go Heung
 (juillet 2023).
Si vous disposez d'ouvrages ou d'articles de référence ou si vous connaissez des sites web de qualité traitant du thème abordé ici, merci de compléter l'article en donnant les références utiles à sa vérifiabilité et en les liant à la section « Notes et références ».
Go Heung (고흥) est un lettré coréen ayant servi sous les ordres du roi Geunchogo au IVe siècle. Il est connu comme étant l’auteur du Seogi, un des premiers ouvrages historiques coréens.